# Шлюпи типу «Банфф»
Шлюпи типу «Банфф» (англ. Banff-class sloop) — клас військових кораблів з 10 шлюпів, вироблених американськими суднобудівельними компаніями з 1927 по 1932 рік.
Шлюпи типу «Банфф» були перебудованими на замовлення Британського адміралтейства патрульними катерами типу «Лейк» Берегової охорони США. У 1941 році ці кораблі були позичені Королівському флоту як ескортні протичовнові кораблі. Передачі відбулися на Бруклінській військово-морській верфі; колишні куттери були укомплектовані для транспортування до Великої Британії персоналом з пошкодженого лінкора «Малая», який там у той час ремонтувався.
Спочатку шлюпи включили до ескортних сил Командування Західних підходів, які використовувалися для супроводу таких конвоїв, як конвої SL із Сьєрра-Леоне до Ліверпуля. В січні 1942 року один з колишніх американських кораблів, шлюп «Кулвер», був потоплений німецьким підводним човном U-105 в Атлантиці.
У 1942 році дев'ять вцілілих шлюпів виділили для участі в операції «Смолоскип» — вторгненні союзників у Французьку Північну Африку. Два — «Волні» та «Гартленд» — були знищені під час операції «Резервіст» при штурмі гавані Оран. Решта сім супроводжували середземноморські конвої на підтримку вторгнення в Північну Африку і в подальшому діяли в Атлантиці, поки не були призначені до ескортних сил Кіліндіні наприкінці 1943 і на початку 1944 р. Вони залишалися в Індійському океані до кінця війни, супроводжуючи торгові конвої в Аравійському морі, а п'ятеро служили в Бенгальській затоці, підтримуючи операції «Дракула» та «Зіппер» в останні місяці конфлікту з Японією. Шестеро були повернуті до США після закінчення воєнних дій; а один, виведений з ладу через механічну несправність, був утилізований за кордоном.

## Список шлюпів типу «Банфф»
Позначення
| №  | Назва шлюпа              | Колишня назва              | Верф                                            | Номер вимпелу | На честь           | Закладено         | Спущено           | У строю           | Статус                                                                                        |
| -- | ------------------------ | -------------------------- | ----------------------------------------------- | ------------- | ------------------ | ----------------- | ----------------- | ----------------- | --------------------------------------------------------------------------------------------- |
| 1  | «Лалворт» HMS Lulworth   | USCGC Chelan (1928)        | Bethlehem Shipbuilding Corporation, Квінсі      | Y60           | озера Шелан        | 14 листопада 1927 | 19 травня 1928    | 5 вересня 1928    | 12 лютого 1946 року повернутий Береговій охороні США; 23 жовтня 1947 року проданий на брухт   |
| 2  | «Гартленд» HMS Hartland  | USCGC Pontchartrain (1928) | Bethlehem Shipbuilding Corporation, Квінсі      | Y00           | озера Понтчартрейн | 29 листопада 1927 | 16 червня 1928    | 13 жовтня 1928    | 8 листопада 1942 року загинув у бою при штурмі Орана                                          |
| 3  | «Фішгард» HMS Fishguard  | USCGC Tahoe (1928)         | Bethlehem Shipbuilding Corporation, Квінсі      | Y59           | озера Тахо         | 5 грудня 1927     | 12 червня 1928    | 18 листопада 1928 | 27 березня 1946 року повернутий Береговій охороні США; 24 жовтня 1947 року проданий на брухт  |
| 4  | «Сеннен» HMS Sennen      | USCGC Champlain (1929)     | Bethlehem Shipbuilding Corporation, Квінсі      | Y21           | озера Шамплейн     | 23 травня 1928    | 11 жовтня 1928    | 24 січня 1929     | 27 березня 1946 року повернутий Береговій охороні США; 25 березня 1948 року проданий на брухт |
| 5  | «Кулвер» HMS Culver      | USCGC Mendota (1929)       | Bethlehem Shipbuilding Corporation, Квінсі      | Y87           | озера Мендота      | 20 червня 1928    | 27 листопада 1928 | 23 березня 1929   | 31 січня 1942 року потоплений німецьким підводним човном U-105 під час супроводу конвою SL 98 |
| 6  | «Голстон» HMS Gorleston  | USCGC Itasca (1929)        | General Engineering & Dry Dock Company, Аламіда | Y92           | озера Айтаска      | 16 листопада 1929 | 12 липня 1930     | 30 травня 1931    | 23 квітня 1946 року повернутий США; 4 жовтня 1950 року проданий на брухт                      |
| 7  | «Волні» HMS Walney       | USCGC Sebago (1930)        | General Engineering & Dry Dock Company, Аламіда | Y92           | озера Себейго      |                   | 10 лютого 1930    | 2 вересня 1930    | 8 листопада 1942 року потоплений у бою при штурмі Орана                                       |
| 8  | «Банфф» HMS Banff        | USCGC Saranac (1930)       | General Engineering & Dry Dock Company, Аламіда | Y43           | озера Саранак      |                   | 12 квітня 1930    | 2 жовтня 1930     | 27 лютого 1946 року повернутий США; 27 травня 1947 року проданий на брухт                     |
| 9  | «Лендгард» HMS Landguard | USCGC Shoshone (1930)      | General Engineering & Dry Dock Company, Аламіда | Y56           | озера Шошон        |                   | 11 вересня 1930   | 10 січня 1931     | 6 жовтня 1949 року проданий на брухт                                                          |
| 10 | «Тотленд» HMS Totland    | USCGC Cayuga (1932)        | United Shipyards, Inc., Стейтен-Айленд          | Y88           | озера Каюга        |                   | 7 жовтня 1931     | 22 березня 1932   | у травні 1946 року повернутий США; 15 липня 1955 року проданий на брухт                       |